# Municipio de Norwegian Grove
El municipio de Norwegian Grove (en inglés: Norwegian Grove Township) es un municipio ubicado en el condado de Otter Tail en el estado estadounidense de Minnesota. En el año 2010 tenía una población de 300 habitantes y una densidad poblacional de 3,25 personas por km².

## Geografía
El municipio de Norwegian Grove se encuentra ubicado en las coordenadas 46°34′25″N 96°11′55″O / 46.57361, -96.19861. Según la Oficina del Censo de los Estados Unidos, el municipio tiene una superficie total de 92.45 km², de la cual 87,14 km² corresponden a tierra firme y (5,74 %) 5,3 km² es agua.

## Demografía
Según el censo de 2010, había 300 personas residiendo en el municipio de Norwegian Grove. La densidad de población era de 3,25 hab./km². De los 300 habitantes, el municipio de Norwegian Grove estaba compuesto por el 98,67 % blancos, el 1 % eran de otras razas y el 0,33 % eran de una mezcla de razas. Del total de la población el 2 % eran hispanos o latinos de cualquier raza.